# Schnuckenack Reinhardt

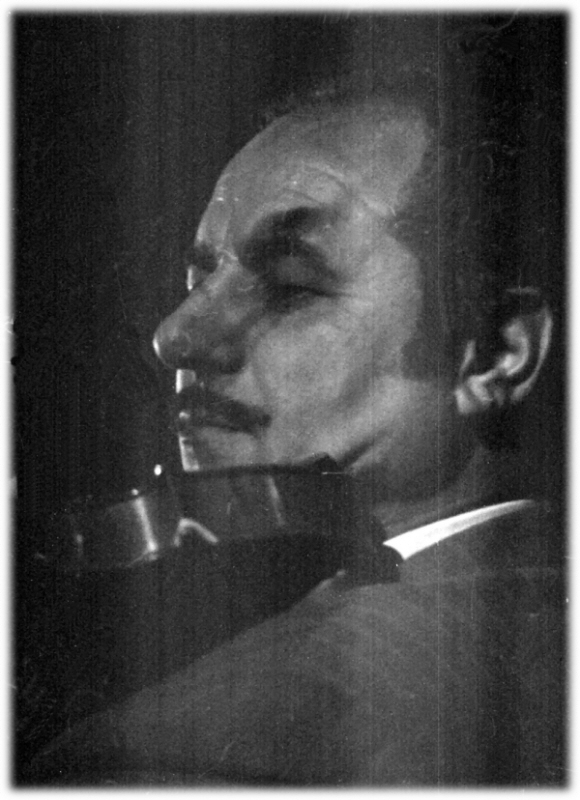
Schnuckenack Reinhardt 1972 in Mainz

Franz „Schnuckenack“ Reinhardt (* 17. Februar 1921 in Weinsheim bei Bad Kreuznach; † 16. April 2006 in Heidelberg) war ein Jazzmusiker (Geiger), Komponist und Interpret. Er galt als der „große Geigenvirtuose der Sinti-Musik.“ Er war ein deutscher Sinto; seine Musik wurde zumeist unter den zeitgenössischen Bezeichnungen „Zigeunerjazz“ oder „Musik deutscher Zigeuner“ veröffentlicht und kategorisiert. So hat er „diese Musik einer breiten Öffentlichkeit zugänglich gemacht“ und entscheidend dazu beigetragen, dass sie sich in Deutschland von einer im Kontext der Straßenmusik dargebotenen Tanz- und Unterhaltungsmusik zu „einer konzertanten Musikform wandelte“.

## Leben und Wirken
Reinhardt, ein Großneffe des französischen Gitarristen Django Reinhardt, den er jedoch nie persönlich kennengelernt hat, studierte am Mainzer Peter-Cornelius-Konservatorium Musik. Sein Spitzname „Schnuckenack“ – der schnell zu seinem offiziellen Rufnamen wurde – rührt her vom Romani-Ausdruck schnu(c)ker nak (dt. so viel wie „schöne Nase“). Während des Nationalsozialismus wurde er mit seiner Familie 1938, in der damaligen Terminologie als „Zigeuner“, nach Częstochowa verschleppt. Dort schlug sich die Familie fünf Jahre lang getarnt als deutsch-ungarische Musiker immer auf der Flucht vor Entdeckung durch. Mehrfach entging Reinhardt nur knapp der Erschießung durch die SS. Er blieb bis zum Einmarsch der Alliierten im Untergrund. Er kehrte dann nach Deutschland zurück, wo er zunächst mehrere Jahre für die 7. US-Armee Unterhaltungsmusik spielte.
Der Musikagent Siegfried Maeker vermittelte den Kontakt zwischen Schnuckenack Reinhardt und dem Gitarristen Daweli Reinhardt (zu dem trotz desselben Nachnamens keine Verwandtschaft bestand). Aus einer Gruppe von 10 bis 15 Sinti-Musikern wurde zunächst ein Quartett, dann 1967 das Schnuckenack-Reinhardt-Quintett formiert, dessen schlagzeuglose Besetzung mit zwei Rhythmusgitarren ein exaktes Abbild von Django Reinhardts Hot club de France darstellt und zum Muster zahlreicher weiterer Sinto-Jazz-Gruppen wurde. Mit dabei war zunächst auch Bobby Falta, der wesentlich zur Entstehung des Schnuckenack-Reinhardt-Quintetts beigetragen hat. 1967 und 1968 trat die Gruppe bei den Internationalen Waldeck-Festivals auf.
Reinhardts erstes Quintett spielte 1969 ein erstes Album ein. Bereits 1970 kamen für Bobby Falta und bald auch für Daweli Reinhardt Holzmanno Winterstein und Häns’che Weiss in die Gruppe. Das Quintett veröffentlichte zwei weitere Alben, auch ein Live-Album mit der Sängerin Lida Goulesco. Dann löste sich die Band nach Angaben der Plattenfirma Da Camera Song in Heidelberg im Mai 1972 auf; Sologitarrist Häns’che Weiss beschloss, ein eigenes Quintett zu gründen, und seine ehemaligen Begleitmusiker schlossen sich dem Häns’che-Weiss-Quintett an, in dem neben dem Geiger Titi Winterstein Holzmanno Winterstein (Rhythmusgitarre), Ziroli Winterstein (Rhythmusgitarre) und Hojok Merstein (Kontrabass) mitspielten.

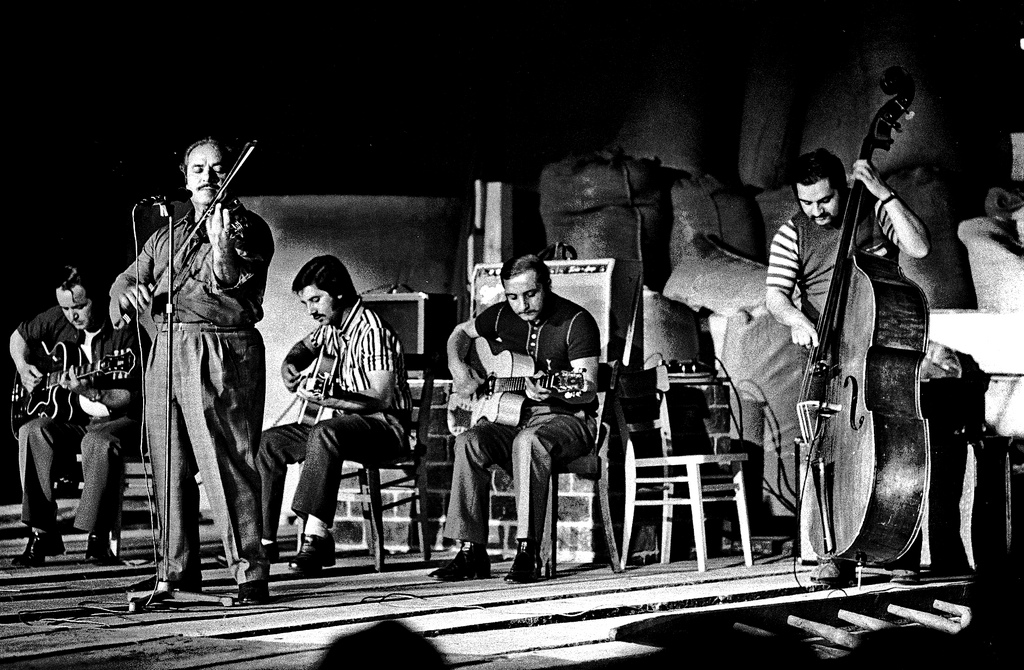
Schnuckenack Reinhardt Quintett (1973)

Danach gründete Schnuckenack Reinhardt ein neues Quintett. Dessen ursprüngliche Besetzung bestand aus:
- Schnuckenack Reinhardt, Geige
- Bobby Falta, Sologitarre
- Schmeling Lehmann, Rhythmusgitarre
- Ricardo Reinhardt, Rhythmusgitarre
- Jani Lehmann, Kontrabass.

Auf Drängen Faltas orientierte sich dieses Quintett stärker am Jazz. 1981 wurde das Schnuckenack-Reinhardt-Quintett umbesetzt, und Reinhardts Sohn Forello übernahm die Sologitarre; auch wurde der folkloristische Teil des Repertoires wieder stärker betont. Bis 1991 wandelte sich die Formation zu einem aus Familienangehörigen bestehenden Sextett.
In seinem Projekt Talal zeichnete Reinhardt die Völkerwanderung der Roma von Indien nach Europa nach.
Reinhardt lebte ab 1982 bis zu seinem Tod in St. Leon-Rot. Über sein Leben entstand im Jahr 2000 Andreas Öhlers Dokumentarfilm Die Ballade von Schnuckenack Reinhardt.
Der mit Reinhardt befreundete österreichische Künstler André Heller schrieb zusammen mit Ingfried Hoffmann das Lied „Mein Freund Schnuckenack“, in dem er Bezug auf die Biografie des Musikers mit einer bitteren Lebensbilanz nimmt.
Das Grab von Schnuckenack Reinhardt befindet sich auf dem Hauptfriedhof von Neustadt an der Weinstraße (Feldnummer 31).

## Auszeichnungen
- Deutscher Schallplattenpreis
- 1996: Peter-Cornelius-Plakette des Landes Rheinland-Pfalz

## Diskografie (Auswahl)
- Musik deutscher Zigeuner – Schnuckenack-Reinhardt-Quintett, Vol. 1 (Da Camera Song, LP, Erstauflage Februar 1969, aufgenommen: 23./24./25. November 1968)
- Musik deutscher Zigeuner – Schnuckenack-Reinhardt-Quintett, Vol. 2 (Da Camera Song, LP, Erstauflage November 1969, aufgenommen: 10./11. Juni 1969)
- Musik deutscher Zigeuner – Schnuckenack-Reinhardt-Quintett, Vol. 3 (Da Camera Song, LP, Erstauflage September 1970, aufgenommen: 13./14. Mai 1970; Live-Aufnahmen aus Heidelberg,D und Ludwigsburg, D)
- Musik deutscher Zigeuner – Schnuckenack-Reinhardt-Quintett, Vol. 4 (Da Camera Song, LP, Erstauflage April 1972, aufgenommen: 29./30. November 1971)
- Musik deutscher Zigeuner – Schnuckenack Reinhardt-Das neue Quintett, (RBM-Musikproduktion, LP, Erstauflage ca. 1973)
- Schnuckenack-Reinhardt-Quintet: 15. März 1973 (LP, 1973)
- Schnuckenack-Reinhardt-Quintet: Swing Session (LP Intercord, 1975)
- Starportrait (CD, 1989, Kompilation)
- Musik deutscher Zigeuner, Vol. 1–8 (CDs, 1996; Kompilation auch mit Werken von Lida Goulesco, Häns'che Weiss Quintett, Prinzo & Betzi Winterstein)
- Schnuckenack Reinhardt Sextett: Schnuckenack Live (RPM 2008, rec. 1986, 1996)